# Ice Cream Freeze (Let's Chill)
«Ice Cream Freeze (Let's Chill)» es una canción de la cantante y actriz Miley Cyrus, actuando como Hannah Montana —el alter ego de Miley Stewart— un personaje que interpretó en la serie de televisión de Disney Channel Hannah Montana. Matthew Gerrard y Robbie Nevil la compusieron y el primero la produjo. Walt Disney Records la publicó el 30 de junio de 2009 como un sencillo promocional de la tercera banda sonora de la serie Hannah Montana 3. Una versión en karaoke está disponible en Disney's Karaoke Series: Hannah Montana 3. Es una canción de danza instruccional con un sonido country pop y la letra hace referencia a los helados y otros alimentos congelados.
Obtuvo reseñas negativas de los críticos de la música; pero gozó de un éxito comercial modesto para Cyrus en varios países, en comparación con sus anteriores trabajos como Montana. Hizo su posición más alta en el puesto número cincuenta y siete en el Canadian Hot 100. También se posicionó en las listas del Reino Unido y los Estados Unidos. Un vídeo musical de «Ice Cream Freeze (Let's Chill)» fue puesto en libertad, tomados de imágenes de un concierto.

## Antecedentes y composición
Matthew Gerrard y Robbie Nevil, un dúo de compositores durante mucho tiempo de Montana, compusieron «Ice Cream Freeze (Let's Chill)». Juntos escribieron su éxito «The Best of Both Worlds» (2006). Una versión en karaoke está disponible en Disney's Karaoke Series: Hannah Montana 3. «Ice Cream Freeze (Let's Chill)» tiene figuras correspondientes diseñados por Jamal Sims, que están muy influenciados por líneas de danza. Primero fue titulada «Let's Chill» y se filtró en Internet en noviembre de 2008, junto con otras seis canciones de la banda sonora. La canción se estrenó en Radio Disney el 22 de mayo de 2009, a fin de promover la banda sonora; posteriormente fue publicada como un sencillo promocional de Hannah Montana 3 el 30 de junio de 2009, como parte de iTunes Pass de Radio Disney, una campaña exclusiva lanzada por iTunes Store.
«Ice Cream Freeze (Let's Chill)» es una canción country pop con una duración de tres minutos y siete segundos. Según Allmusic, contiene influencias de dance pop y teen pop en su composición musical. Warren Truitt de About.com también citó la música dance como la «moda» de la canción. La canción se encuentra en un compás de 4/4 y tiene un tempo moderado de dance groove. Está compuesto en la tonalidad de fa mayor y sigue la progresión de acordes fa-mi-si. Peter Larsen de The Orange County Register cree que la canción es «más o menos literalmente acerca de helados y otras delicias congeladas», en referencia a las líneas «Do the ice cream freeze, strike a pose / Can you do the milkshake / Shake it, shake it down low» («Haz los helados congelados, da un paso / Puedes hacer el batido / Muévelo, muévelo hacia abajo»).

## Recepción

### Crítica
La canción obtuvo reseñas negativas de los críticos de la música. Heather Phares de Allmusic dijo: «"Ice Cream Freeze (Let's Chill)" [...] suena muy similar a la banda sonora de "Hoedown Throwdown". Esa sensación de familiaridad se extiende a las canciones que no han aparecido en ningún otro lugar». Warren Truitt de About.com estuvo de acuerdo y describió la canción como «tonta [y] torpemente tontorrona como "Hoedown Throwdown"». Peter Larsen de The Orange County Register identificó la pista como «muy popular».

### Comercial
En la semana del 25 de julio de 2009, «Ice Cream Freeze (Let's Chill)» debutó y alcanzó el puesto número ochenta y siete en el Billboard Hot 100; en la semana siguiente, descendió de la lista. En la semana que finalizó el 2009, la canción ocupó el puesto número cincuenta y siete en el Canadian Hot 100, y se convirtió en la segunda canción de Cyrus más alta como Montana en dicho país. En el Reino Unido alcanzó el puesto noventa y cinco del UK Singles Chart, la semana del 1 de agosto de 2009. Esto marcó la primera entrada de Cyrus en aquel país desde «The Best Both Worlds», que debutó en marzo de 2007. En la semana del 8 de agosto de 2009,  alcanzó la cima en el puesto número noventa.

## Interpretación en directo
Cyrus, vestida como Montana, estrenó «Ice Cream Freeze (Let's Chill)» junto con otras ocho canciones, en la grabación del concierto para la tercera temporada de Hannah Montana, realizado el 10 de octubre en el Verizon Wireless Amphitheatre, Irvine, California. En la actuación, vestía una camiseta con una estrella rosada, una falda estampada de cebra, botas de vaquero y un chaleco enjoyado mientras realizaba la coreografía correspondiente. Seis bailarines, también disfrazados con ropa occidental, aparecieron más tarde para actuar. Peter Larsen de The Orange County Register recordó a sus dos hijos mientras disfrutaban la danza y se refirió a ella como «probablemente una de las canciones más populares de las ocho nuevas de Miley actuando esa noche». Posteriormente, Disney Channel lanzó la actuación como vídeo musical el 22 de mayo de 2009.

## Posicionamiento en listas
| País (Lista 2009–2010)             | Mejor posición | Ref    |
| ---------------------------------- | -------------- | ------ |
| Canadá (Canadian Hot 100)          | 57             | [ 8 ]  |
| Estados Unidos (Billboard Hot 100) | 87             | [ 9 ]  |
| Reino Unido (UK Singles Chart)     | 90             | [ 10 ] |